# Chione californiensis
Chione californiensis är en musselart som först beskrevs av William John Broderip 1835.  Chione californiensis ingår i släktet Chione och familjen venusmusslor. Inga underarter finns listade i Catalogue of Life.